# Cornàs
Cornàs (en francès Cornas) és un municipi francès situat al departament de l'Ardecha i a la regió d'Alvèrnia-Roine-Alps. L'any 2007 tenia 2.255 habitants.

## Demografia

### Població
El 2007 la població de fet de Cornas era de 2.255 persones. Hi havia 880 famílies de les quals 188 eren unipersonals (68 homes vivint sols i 120 dones vivint soles), 312 parelles sense fills, 344 parelles amb fills i 36 famílies monoparentals amb fills.
La població ha evolucionat segons el següent gràfic:
Habitants censats

### Habitatges
El 2007 hi havia 931 habitatges, 887 eren l'habitatge principal de la família, 14 eren segones residències i 29 estaven desocupats. 881 eren cases i 48 eren apartaments. Dels 887 habitatges principals, 733 estaven ocupats pels seus propietaris, 140 estaven llogats i ocupats pels llogaters i 15 estaven cedits a títol gratuït; 7 tenien una cambra, 20 en tenien dues, 96 en tenien tres, 248 en tenien quatre i 517 en tenien cinc o més. 724 habitatges disposaven pel capbaix d'una plaça de pàrquing. A 351 habitatges hi havia un automòbil i a 497 n'hi havia dos o més.

### Piràmide de població
La piràmide de població per edats i sexe el 2009 era:
| Homes | Edats   | Dones |
| ----- | ------- | ----- |
| 0     | 95 o +  | 0     |
| 0     | 90 a 94 | 0     |
| 4     | 85 a 89 | 8     |
| 4     | 80 a 84 | 0     |
| 12    | 75 a 79 | 12    |
| 24    | 70 a 74 | 28    |
| 56    | 65 a 69 | 20    |
| 76    | 60 a 64 | 72    |
| 48    | 55 a 59 | 64    |
| 108   | 50 a 54 | 92    |
| 116   | 45 a 49 | 88    |
| 76    | 40 a 44 | 88    |
| 80    | 35 a 39 | 68    |
| 64    | 30 a 34 | 56    |
| 56    | 25 a 29 | 60    |
| 60    | 20 a 24 | 44    |
| 84    | 15 a 19 | 56    |
| 108   | 10 a 14 | 92    |
| 60    | 5 a 9   | 88    |
| 68    | 0 a 4   | 40    |

## Economia
El 2007 la població en edat de treballar era de 1.478 persones, 1.073 eren actives i 405 eren inactives. De les 1.073 persones actives 1.000 estaven ocupades (539 homes i 461 dones) i 73 estaven aturades (20 homes i 53 dones). De les 405 persones inactives 195 estaven jubilades, 135 estaven estudiant i 75 estaven classificades com a «altres inactius».

### Ingressos
El 2009 a Cornas hi havia 893 unitats fiscals que integraven 2.337,5 persones, la mediana anual d'ingressos fiscals per persona era de 18.567 €.

### Activitats econòmiques
Dels 66 establiments que hi havia el 2007, 1 era d'una empresa alimentària, 1 d'una empresa de fabricació de material elèctric, 2 d'empreses de fabricació d'altres productes industrials, 17 d'empreses de construcció, 15 d'empreses de comerç i reparació d'automòbils, 4 d'empreses de transport, 2 d'empreses d'hostatgeria i restauració, 1 d'una empresa d'informació i comunicació, 2 d'empreses immobiliàries, 5 d'empreses de serveis, 8 d'entitats de l'administració pública i 8 d'empreses classificades com a «altres activitats de serveis».
Dels 23 establiments de servei als particulars que hi havia el 2009, 1 era una oficina de correu, 3 tallers de reparació d'automòbils i de material agrícola, 5 paletes, 5 guixaires pintors, 2 fusteries, 1 lampisteria, 1 electricista, 3 perruqueries, 1 restaurant i 1 saló de bellesa.
Dels 3 establiments comercials que hi havia el 2009, 1 era una botiga de menys de 120 m², 1 una botiga de mobles i 1 una botiga de material de revestiment de parets i terra.
L'any 2000 a Cornas hi havia 45 explotacions agrícoles que ocupaven un total de 132 hectàrees.

## Equipaments sanitaris i escolars
L'únic equipament sanitari que hi havia el 2009 era una farmàcia.
El 2009 hi havia 1 escola maternal i 2 escoles elementals.

## Poblacions més properes
El següent diagrama mostra les poblacions més properes.